# Edward Max Nicholson
Pour les articles homonymes, voir Nicholson.
Edward Max Nicholson est un ornithologue et un écologiste britannique, né le 12 juillet 1904 à Kilternan dans le comté de Dublin et mort le 26 avril 2003 à Londres.

## Biographie
Il étudie l’histoire à l’Hertford College d’Oxford. Il participe à la fondation de la British Trust for Ornithology qu’il dirige de 1947 à 1949. Cofondateur, avec Sir Julian Huxley, Sir Peter Markham Scott et Guy Mountfort, du World Wildlife Fund en septembre 1961, il en fut le directeur général de 1962 à 1966.